# Dům na náměstí Republiky čp. 98
Dům na náměstí Republiky čp. 98 (též náměstí Republiky 10 nebo Dřevěná 1) je dvoupatrový řadový městský dům, umístěný ve východní frontě domů na náměstí Republiky v Plzni, při ústí Dřevěné ulice.

## Historie
Původně renesanční dům byl v roce 1731 barokně přestavěn Jakubem Augustonem. Při té příležitosti bylo zřejmě dobudováno druhé patro. V 1. polovině 19. století byla fasáda pravděpodobně pod vedením stavitele M. Stelzra upravena do dnešní podoby. V roce 1913 pak byla k domu připojena část sousedního domu čp. 99 a byl zřízen novodobý vchod.
Dům byl právovárečný a v 16. století v něm byla provozována sladovna a také vinopalna. Tou dobou dům vlastnil Matěj Milivský. Na přelomu 17. a 18. století vlastnila dům rodina Hostounských, v polovině 18. století potom František Pytlík.  Od roku 1816 byl dům ve vlastnictví Václava Poppa, jehož monogram W. P.  je také vytesán v kartuši nad hlavním portálem.

## Architektura
Nárožní dům je krytý valbovou střechou s taškami a dvěma řadami půdních okének. Obdélníková okna, někdy sdružená, jsou umístěna v profilovaných šambránách a mají hrubé podokenní a v prvním patře také nadokenní římsy. Bosovaný hlavní portál, orientovaný do náměstí, je završen profilovanou nadpražní římsou s dvojicí konzolek a zavilinovou kartuší s monogramem investora, umístěnou v klenáku. V krajních osách jsou v přízemí dva podobně provedené, menší bosované portály.

## Zajímavost
Bosovaný portálek na pravé straně fasády orientované do náměstí byl kdysi přenesen na dům na adrese Sady 5. května čp. 2 / č. orient. 59, kde byl veden jako samostatná nemovitá kulturní památka (dům, v němž byl vsazen, kulturní památkou nebyl). Odtud byl ale v rámci obnovy domu na náměstí vrácen zpět.
Jiný zdroj uvádí, že původní bosovaný portál se dosud nachází na Domech sociální péče v Sadech 5. května 55–59/523. Ty měly skutečně historické portály převzaté z jiných staveb v centru města, celé objekty ale byly zbourány v roce 1992.